# Reginald Arnold
Pour les articles homonymes, voir Arnold.
Reginald Arnold, né le 9 octobre 1924 à Murwillumbah et mort le 23 juillet 2017 à Nerang (en), est un coureur cycliste australien. Spécialiste des courses de six jours, il y a remporté seize succès.

## Palmarès sur piste

### Six jours
- 1949 : New York (avec Alfred Strom)
- 1950 : Berlin (avec Alfred Strom, deux éditions)
- 1951 : Anvers (avec Alfred Strom)
- 1952 : Anvers, Londres (avec Alfred Strom)
- 1955 : Paris (avec Sid Patterson, Russell Mockridge)
- 1956 : Anvers (avec Stan Ockers, Jean Roth), Gand (avec Ferdinando Terruzzi)
- 1957 : Dortmund (avec Ferdinando Terruzzi), Anvers (avec Willy Lauwers, Ferdinando Terruzzi)
- 1958 : Anvers (avec Rik Van Steenbergen, Emile Severeyns), Gand (avec Rik Van Looy)
- 1959 : Zurich (avec Walter Bucher)
- 1961 : Essen, Milan (avec Ferdinando Terruzzi)

### Championnats d'Europe
- 1949
  -  Médaillé de bronze de l'américaine (avec Alfred Strom)
- 1957
  -  Champion d'Europe de l'américaine (avec Ferdinando Terruzzi)
- 1962
  -  Médaillé de bronze de l'américaine (avec Emile Severeyns)

## Palmarès sur route
- 1953
  - Goulburn to Sydney Classic
  - Tour of the West
  - 2e du Tour of the West
  - 3e du Herald Sun Tour
- 1954
  - Tour de Tasmanie :
    - Classement général
    - 2e et 5e étapes

  - 3eb étape du Tour d'Australie-Méridionale
  - 3e étape de Sydney-Melbourne
  - Tour of Echuca Victoria
  - 2e de Sydney-Melbourne
  - 3e du Tour d'Australie-Méridionale